# 8521-es mellékút (Magyarország)
A 8521-es számú mellékút egy nagyjából 13 kilométer hosszú, négy számjegyű országos közút Győr-Moson-Sopron vármegye területén; Sarródot és a hozzá tartozó Fertőújlakot köti össze a 85-ös főúttal.

## Nyomvonala
Fertőszentmiklós központjában ágazik ki a 85-ös főútból, annak az 55+350-es kilométerszelvénye közelében, északnyugati irányban; az ellenkező irányban ugyanott indul a 8627-es út is, Kőszeg felé. Első szakasza a Szerdahelyi utca nevet viseli, majd Szerdahely településrész központját elérve a Liszt Ferenc utca nevet veszi fel. 1,3 kilométer után kiágazik belőle nyugat felé a Győr–Sopron-vasútvonal és a Fertővidéki Helyiérdekű Vasút Fertőszentmiklós vasútállomását kiszolgáló 85 311-es számú mellékút, majd keresztezi is a vágányokat az állomási térség keleti szélénél. A belterület északi részén a Fertődi utca nevet viseli, és 1,8 kilométer után át is lépi Fertőd határát.
Fertőd Eszterháza városrészének déli részén a Vasút sor nevet viseli – közben egy rövidke szakaszon Fertőszéplak határszélét is érinti –, majd 3,7 kilométer után, a város központjában keresztezi a 8518-as utat, amely itt mintegy 5,4 kilométer megtételén jár túl. A központot elhagyva Sarródi út a neve, nem sokkal a 4. kilométere után pedig már Sarród határai között folytatódik. E községben egyből belterületek között halad, Kossuth Lajos utca, Petőfi tér, majd Fő utca néven. A település északi részén elhalad a Fertő–Hanság Nemzeti Park Kócsagvár nevet viselő látogatóközpontja mellett, majd külterületek közé ér.
6,6 kilométer után keresztezi a Fertővidéki Helyiérdekű Vasút vágányait, közvetlenül előtte Gagarinmajor, majd a 9. kilométere táján Lászlómajor külterületi településrészeket érinti, közben hosszú, több kilométeres szakaszokon a nemzeti park határvonalát is képezi. 10,4 kilométer után, Hídi-major községrészt elhagyva átszeli a Hansági-főcsatorna folyását, végül egy közel derékszögű irányváltást követően, 12,4 kilométer után beér Fertőújlak – régi nevén Mekszikópuszta – településrészre. Ott ér véget, Fő utca néven, a kis falu buszfordulóját elérve.
Teljes hossza, az országos közutak térképes nyilvántartását szolgáló kira.gov.hu adatbázisa szerint 12,766 kilométer.

## Települések az út mentén
- Fertőszentmiklós
- (Fertőszéplak)
- Fertőd
- Sarród
- Sarród-Fertőújlak